# 김현욱 (탁구 선수)
김현욱(1995년 12월 5일~)은 대한민국의 장애인 탁구 선수로, 2020년 하계 패럴림픽에서 은메달을 획득했다.